# Hennecourt
Hennecourt település Franciaországban, Vosges megyében. Lakosainak száma 342 fő (2022. január 1.). Hennecourt Bocquegney, Circourt, Damas-et-Bettegney, Darnieulles és Gorhey községekkel határos.

## Népesség
A település népességének változása:
| Lakosok száma | 353  | 357  | 366  | 361  | 363  | 370  | 360  | 351  | 342  |
|               | 2013 | 2015 | 2016 | 2017 | 2018 | 2019 | 2020 | 2021 | 2022 |